# Eureka (Kansas)
Eureka è un comune degli Stati Uniti d'America, situato nello Stato del Kansas, nella contea di Greenwood, della quale è il capoluogo.